# José María López de Letona
José María López de Letona y Núñez del Pino (Burgos, 26 de novembro de 1922 - Madrid, 3 de julho de 2018) foi um engenheiro civil, empresário e político espanhol. 

## Carreira
Foi ministro de Indústria durante o franquismo e Governador do Banco de Espanha na Monarquia. Antes foi Procurador em Cortes em três legislaturas, duas como membro de Governo e uma por designação do Chefe do Estado.
Morreu em 3 de julho de 2018.